# Бегум

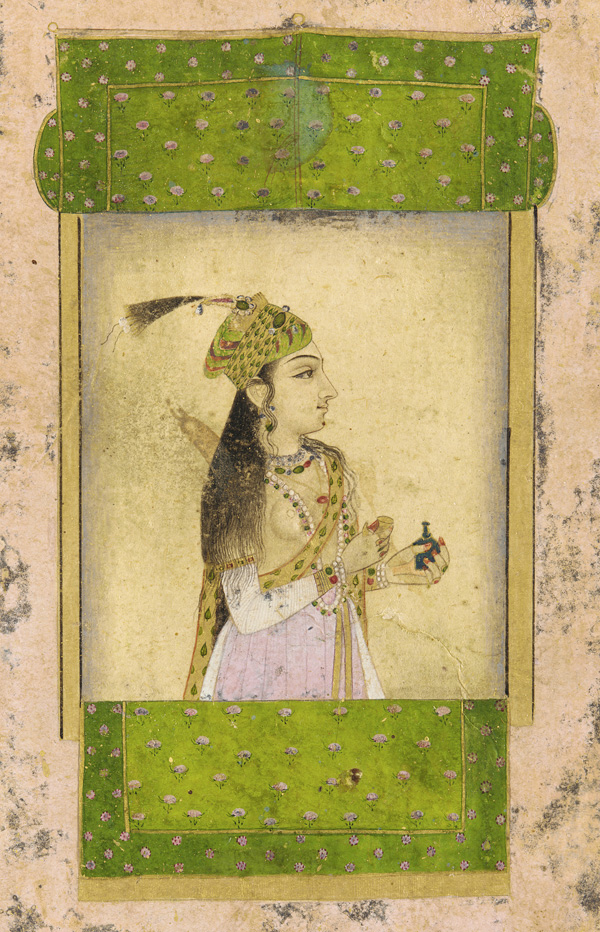
Бегума Малика-уз-Замани, жена императора из династии Великих моголов Мухамеда Шаха.

Бегу́м, также Бегю́м (тур. begüm, перс. بیگم‎, урду بیگم‎) — титул знатной женщины и обращение к ней в мусульманских странах и районах Южной Азии. Это женский эквивалент мужских титулований бек (бег) или бей.

## В культуре
В русском языке слово известно в названии романа Жюля Верна «Пятьсот миллионов бегумы».